# 馬丁·凱利
馬丁·凱利（英語：Martin Kelly，1990年4月27日—），英格蘭職業足球員，在場上司職后衛，出身利物浦青訓系統，現時被英冠球會西布罗姆维奇外借至韋根。

## 生平

### 球會
利物浦
馬田·基利出身利物浦青訓系統，效力預備隊時獲得2008/09年球季預備組超級聯賽總冠軍。他在2009年3月26日獲外借到英甲球會哈德斯菲爾德直到球季結束，期間上陣7場及射入1球。2009年10月20日馬田·基利在對里昂的歐冠小組賽中上場，并且有出色的表現，但於下半場因傷離場，賽後證實腹股溝受傷而缺陣一段時期。2010年3月15日首次代表一隊在英超上陣對樸茨茅夫，下半場以後補身份入替格連·莊臣。12月3日獲利物浦續約至2014年夏季。
2011年11月29日，基利在聯賽盃八強對陣車路士時攻入一球，助利物浦以2-0勝出，晉升聯賽盃四強。
水晶宮
2014年8月14日，基利轉投水晶宮，身價沒有透露，簽約三年。

### 國家隊
此外，他也代表英格蘭多個年齡級別青年代表隊參加比賽。
2012年5月22日，基利首次獲召加入成年國家隊，備戰4日後舉行對挪威的友誼賽。他於這場賽事完場前替補菲尔·琼斯擔任右閘完成國際賽首季。

## 外部連結
- 足球数据库：馬丁·凱利的球员统计数据
- 球员资料及比赛历史[永久]
- Official Liverpool profile
- LFChistory.net profile （页面存档备份，存于）
- ESPN Profile （页面存档备份，存于）